# 芬園鄉
芬園鄉位於臺灣彰化縣東北部，地處彰化縣、臺中市、南投縣三縣市之交界，是彰化縣唯一位居八卦山山脈東麓的行政區，也因地形的阻隔，芬園鄉生活圈與臺中市、南投縣反而密切。芬園一名源於清代當地居民種植罌粟菸草，臺語稱菸草為「芬」或「薰」(hun)，當時取其近音「芬」字，因而名為「芬園」。

## 歷史
芬園鄉早期是平埔原住民洪雅族貓羅社的居住地，清代康熙初葉（約1660年）始有閩人（福建人）移入墾拓。當時此處尚屬彰化縣半線堡之一部份，芬園於雍正元年（1723年）彰化正式置縣時稱「貓羅社」，屬彰化縣半線堡線北社番之一部份，至乾隆二十九年以後，由彰化縣轄內諸番社中獨立分出為「貓羅堡」（貓羅堡包含今彰化縣芬園鄉、台中市霧峰區、彰化市及台中市烏日區一部分），當時芬園為貓羅堡下的一個。1885年台灣建省，改隸台灣府台灣縣貓羅堡。
1895年日本治理台灣後，大致維持清朝時的堡里、街架構；1901年，芬園與周圍數個街庄成立芬園區，隸屬於新成立的臺中廳，這是「芬園」正式成為行政區域名稱的開始，1911年8月8日芬園區改為臺中廳員林支廳管轄，1915年7月10日又改為臺中廳彰化支廳管轄。1920年台灣實施州廳制，臺中廳與南投廳合併為臺中州，彰化支廳改為彰化郡，芬園區改為芬園。
戰後1945年由臺中州接管後改臺中縣，彰化郡改為彰化區，芬園庄改為芬園鄉。1950年10月全台行政區域調整，將臺中縣之彰化、員林、北斗三區合併，成立彰化縣，芬園鄉隸屬彰化縣至今。

## 地理

### 地形
芬園全鄉行政區外型頗似為注音符號的ㄏ字，西面有八卦台地盤亙通過，山坡地佔本鄉全部面積的40％，西南角的松子嶺，標高海拔 153.2 公尺，為芬園鄉丘陵地中地勢的最高處，整個八卦台地地勢在芬園境內為西南高、東北低的走向。而全台的經濟重鎮之一的台中盆地西南側則經過本鄉東側，流經盆地內的烏溪、隘寮溪及貓羅溪所形成的沖積平原為芬園鄉最重要的農耕地。

### 水文

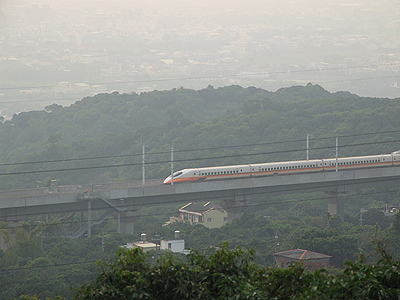
台灣高鐵駛進八卦山一景。

芬園鄉係屬烏溪流域的一部分。為主流烏溪及支流貓羅溪的主要行水區域，所形成的沖積平原，為本鄉重要農業生產區。烏溪主流在中央山脈發源後在柑仔林與北港溪 (南投縣)匯合，始稱烏溪。之後，持續向西南流至南投縣草屯鎮雙冬附近轉東北。在流入芬園鄉後與臺中市霧峰區隔溪相望，形成中彰的自然縣界，後持續沿著中彰縣界北行，在彰化縣伸港鄉及臺中市龍井區間出海。而烏溪的另一重要支流貓羅溪發源自南投縣中寮鄉九分二山西南側沿八卦台地東麓與臺中盆地斷層線，向北北西方緩流，於南投縣碧山巖出草屯鎮入芬園鄉，之後，大致為由南向北流流經下茄荖西方，於茄荖村納入隘寮溪，流至竹林村北方，進入臺中市烏日區，於彰化市東北隅的福田里注入烏溪。

### 氣候

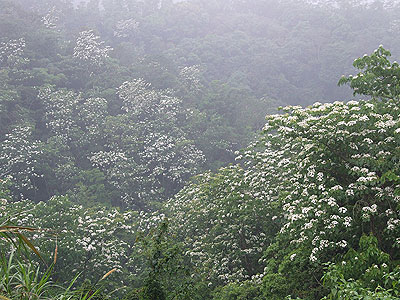
八卦山上的油桐花。

芬園鄉的氣候屬亞熱帶濕潤氣候，終年氣候溫和:62。根據1897年至1995年的氣候資料顯示，芬園鄉的年平均氣溫約為攝氏22.6度，12月至3月，平均氣溫為17.85度，4月至11月，平均氣溫高於21.6度，月平均氣溫最高為7月的28.0度，最低為1月的15.8度:62－63。年降雨量約為1,364.6毫米，4月至9月，平均雨量高於150毫米，10月至1月，平均雨量低於30毫米，乾溼季節明顯，各月雨量最多為8月的273.0毫米，最少為10月的4.8毫米:65。

### 自然災害
芬園鄉為氣候溫和且適合人居的地方，長久以來自然災害極少，但1959年發生的八七水災卻造成本鄉重大的人員傷亡與財物損失。這次水災的導火線艾倫颱風雖然未登陸台灣，但前往日本的途中卻引進南海上的強烈西南氣流，在中南部降下極大的降水量。芬園鄉剛好位於暴雨中心內，在1959年8月7、8日兩天內降下暴雨1,100.8公厘，造成附近烏溪和貓羅溪的溪水暴漲、堤防潰堤，鄉內全境幾乎滅頂。災後官方統計本次芬園鄉傷亡為死亡36人、失蹤16人、重傷46人、無家可歸者高達3,998人。房屋受損方面，全倒324戶，半倒308戶，為本鄉有紀錄以來最嚴重的自然災害。
此外，1999年臺灣中部發生了921大地震，造成了鄰近員林鎮、台中市霧峰區、南投縣草屯鎮、南投市等鄉鎮市非常重大的災害，芬園鄉幸未遭受重大損害，僅有少數房屋出現龜裂而已。

### 人口
根據彰化縣彰化戶政事務所統計，2024年底芬園鄉戶數約7.1千戶，人口約2.2萬人，鄉內人口最多與最少的村分別是社口村與楓坑村，2024年底兩村人口分別為2,814人與630人。

## 政治

### 歷任首長
| 屆次 | 姓名   | 黨籍       | 任職期間                       | 備註               |
| 1    | 張江   |            | 1951年7月1日－1953年6月30日    |                    |
| 2    | 張江   |            | 1953年7月1日－1954年5月27日    | 任內病逝           |
| 2    | 楊傳枝 |            | 1954年8月2日－1956年10月31日   | 補選上任           |
| 3    | 李木卿 |            | 1956年11月1日－1960年9月5日    |                    |
| 4    | 李木卿 |            | 1960年9月6日－1964年2月29日    |                    |
| 5    | 陳登   |            | 1964年3月1日－1968年2月29日    |                    |
| 6    | 李木卿 |            | 1968年3月1日－1973年4月30日    |                    |
| 7    | 許秋謙 |            | 1973年5月1日－1977年12月29日   |                    |
| 8    | 許秋謙 |            | 1977年12月30日－1979年7月15日  | 因案停職           |
| 8    | 蕭昌福 |            | 1979年7月16日－1982年2月28日   | 代理               |
| 9    | 蕭春略 |            | 1982年3月1日－1986年2月28日    |                    |
| 10   | 李耀東 |            | 1986年3月1日－1990年2月28日    |                    |
| 11   | 李耀東 |            | 1990年3月1日－1994年2月28日    |                    |
| 12   | 洪慶章 |            | 1994年3月1日－1998年2月28日    |                    |
| 13   | 洪慶章 |            | 1998年3月1日－2002年2月28日    |                    |
| 14   | 黃麗玲 | 中國國民黨 | 2002年3月1日－2006年2月28日    |                    |
| 15   | 陳永忠 | 中國國民黨 | 2006年3月1日－2010年2月28日    |                    |
| 16   | 洪慶章 |            | 2010年3月1日－2014年12月24日   | 為合併選舉延長任期 |
| 17   | 洪慶章 |            | 2014年12月25日－2018年12月24日 |                    |
| 18   | 林世明 | 民主進步黨 | 2018年12月25日－2022年12月24日 |                    |
| 19   | 林世明 | 民主進步黨 | 2022年12月25日－               | 現任               |

### 鄉政組織

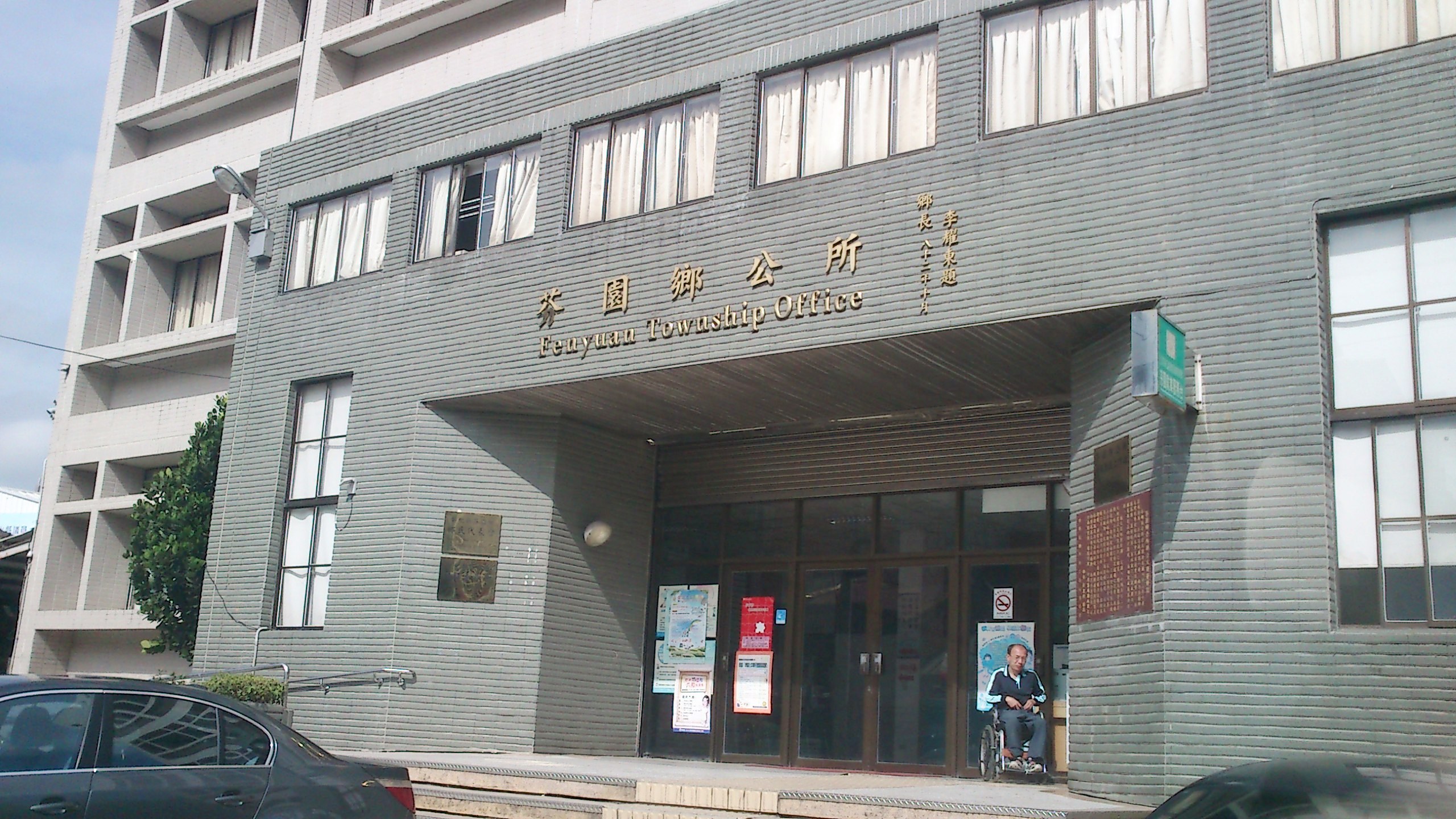
芬園鄉公所

芬園鄉公所是芬園鄉最高層級的地方行政機關，在中華民國政府架構中為鄉自治的行政機關，同時負責執行縣政府及中央機關委辦事項，芬園鄉的自治監督機關為彰化縣政府。鄉長由全體鄉民直接選舉產生，任期為四年，可連選連任一次。芬園鄉公所並置鄉政會議，為鄉政最高決策機構，在鄉長之下，設有4課4室等8個內部單位及4個附屬機關。
芬園鄉民代表會是芬園鄉的最高民意機關，代表芬園鄉全體鄉民立法和監察鄉政。鄉民代表由公民直選選出，任期為四年，可連選連任。芬園鄉民代表會共有11位鄉民代表，分別為第一選區3席鄉民代表、第二選區4席鄉民代表、第三選區2席鄉民代表、第四選區2席鄉民代表，主席、副主席由11位鄉民代表互選產生。

### 行政區
現今芬園鄉行政範圍的確立，來自於1920年，日本將臺灣十二廳改為五州二廳，設芬園庄屬臺中州彰化郡:43。芬園庄轄芬園、社口、舊社、縣庄、下茄荖、同安寮等6個大字。1945年，改為「芬園鄉」，屬臺中縣彰化區:44。1950年，調整行政區域，芬園鄉改隸新成立的彰化縣:45。
芬園鄉共轄15個村:71，其行政區域分布情形為：
| 芬園鄉行政區劃示意圖 |        |      |        |      |        |
|                      |        |      |        |      |        |
| 編號                 | 村名   | 編號 | 村名   | 編號 | 村名   |
| 1                    | 嘉興村 | 2    | 茄荖村 | 3    | 竹林村 |
| 4                    | 大埔村 | 5    | 舊社村 | 6    | 楓坑村 |
| 7                    | 社口村 | 8    | 芬園村 | 9    | 進芬村 |
| 10                   | 縣村   | 11   | 同安村 | 12   | 中崙村 |
| 13                   | 圳墘村 | 14   | 溪頭村 | 15   | 大竹村 |

## 產業發展
- 歷史沿革與發展變遷

芬園鄉全境由於八卦台地盤亙，山坡地佔全部面積的40％，平地僅限於烏溪、隘寮溪間及貓羅溪西岸至台地間的狹窄地域。芬園鄉在早期台中市的大里區與烏日區，南投縣的南投市與草屯鎮的開發上，扮演極其重要的角色。漢人在清朝康熙、雍正年間，由彰化市沿八卦山麓前進到快官里、舊社村與同安村，然後分三路往草屯鎮、南投市與烏日區，芬園鄉便是在這一段時間沿著貓羅溪兩邊逐漸發展熱絡起來的。1950年代後，台中的開發、彰化的蕭條，甚至中投公路與國道3號的闢建，使芬園鄉昔時的官道地位不再那麼重要。加上原本以農業為主的生產方式，在大力推行機械化之下，人口逐漸外流，1980年代以後，逐漸出現負成長的情形。而芬園鄉內丘陵的野坑地形變化，資源有限，嚴重影響到工商發展與投資，因此未來走向仍以農業生產為主。
- 發展現況

農業部份而言：芬園鄉有耕地2,366公頃，高度在海拔80–150公尺，適作兩期水稻田940公頃，平均每期生產5,698,404公斤。芬園鄉主要的農產品是鳳梨、稻米、龍眼、荔枝等，惟採收期較南部遲緩月餘，致經濟效益不高，畜牧業則有乳牛。
工業部份而言：芬園鄉的食品業稍具規模，如替新竹、埔里等地代工的楓坑米粉、生產冷凍食品的雅方國際企業等，其餘製造業如紡織、木竹製品、塑膠製品、金屬製品、運輸工具等都是零星的分布在鄉內各地。

## 文化

### 廟宇古蹟
地處彰化縣東北方的芬園鄉，是彰化市通往南投的要津，自古即為彰化和南投交通上的必經之路，早期的芬園寶藏寺及挑水古道等知名縣內古蹟，印證了此地身為交通要衝的重要性。
- 芬園寶藏寺位於芬園鄉進芬村，省道台14丁線西側，約在市區南方1.5公里處。創建於1672年（清康熙11年歲次壬子年），主祀觀音菩薩，配祀天上聖母、玉皇大帝、地藏王菩薩、註生娘娘、文昌帝君、關聖帝君等。歷史悠久，屬於國家三級古蹟（縣市級）。該寺地處八卦山東麓，前臨貓羅溪，遠眺南投縣九九峰，環境清靜高雅，與鹿港龍山寺、花壇虎山巖、社頭清水巖與南投碧山巖齊名，號稱臺灣中部「三巖二寺」[9]。
- 挑水古道介於芬園鄉大竹村與溪頭村之間，本屬八卦山脈山麓間羊腸小徑，清朝時期因道路交通不發達，當地先民為生活飲水問題，尋覓於八卦山脈山麓間，發覺此一兼具排洪的山澗溝渠，終年有泉水源源不絕流出，於是在泉水湧出的源頭，挖掘兩處深約 10公尺的取水井，供村民們飲水之用，並將取水必經的山間小路約略用岩石砌成一階階的步道，實際建成年代已無從考查，但至少有百年以上歷史。一直到139線大彰路與彰南路的擴建完成，才結合水土防洪溝渠的整建，闢建成兼具登山休閒防洪等功能的挑水古道。

### 地方節慶
- 彰化縣桐花季（4月至5月）：主場活動地點為芬園鄉挑水古道。
- 鳳荔開園暨米粉嘉年華（6月）。
- 每年盛大的宗教活動農曆正月初九、初十，芬園天公會百年迎天公「天公到我家」慶典活動。

## 教育

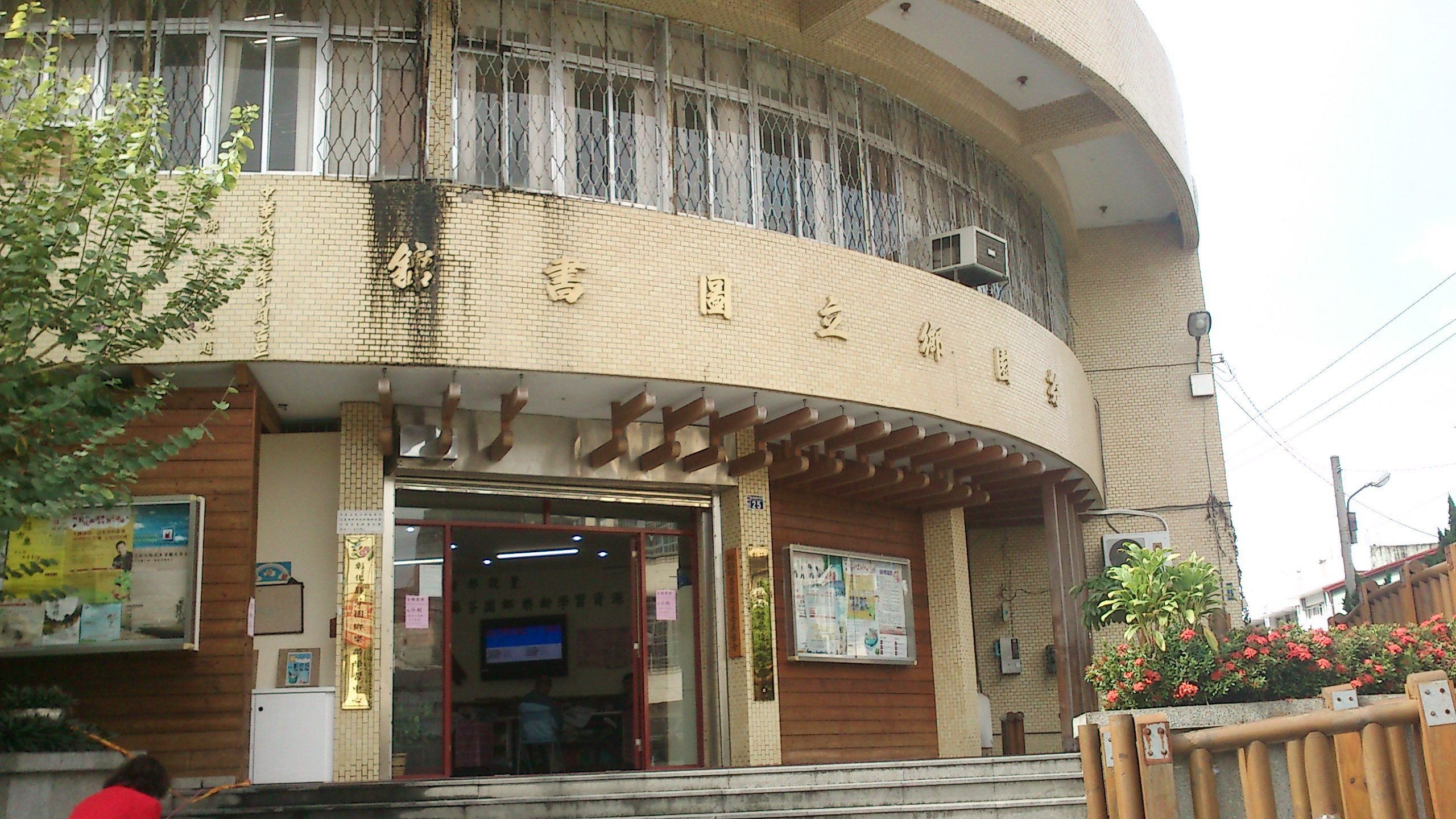
芬園鄉圖書館

| # | 學校名稱                 | 學校地址                            | 網址                                                                    |
| 1 | 彰化縣立芬園國民中學     | 社口村彰南路四段27巷80號            | www.fyjh.chc.edu.tw （页面存档备份，存于）                              |
| 2 | 彰化縣芬園鄉芬園國民小學 | 社口村彰南路四段27巷28號            | www.fyps.chc.edu.tw （页面存档备份，存于）                              |
| 3 | 彰化縣芬園鄉富山國民小學 | 大埔村大埔路6號                     | www.fsps.chc.edu.tw （页面存档备份，存于）                              |
| 4 | 彰化縣芬園鄉寶山國民小學 | 圳墘村彰南路二段36號                | www.bses.chc.edu.tw （页面存档备份，存于）                              |
| 5 | 彰化縣芬園鄉同安國民小學 | 中崙村大彰路二段400巷36號（校本部） | www.taes.chc.edu.tw （页面存档备份，存于） 163.23.94.129/ases/index.htm |
| 6 | 彰化縣芬園鄉文德國民小學 | 大竹村大彰路一段617號               | www.wdes.chc.edu.tw （页面存档备份，存于）                              |
| 7 | 彰化縣芬園鄉茄荖國民小學 | 茄荖村嘉北街96號                    | www.cles.chc.edu.tw （页面存档备份，存于）                              |

## 交通通訊

### 公路
芬園鄉是全彰化縣唯一位居八卦山東麓的鄉，以台14線與福爾摩沙高速公路為主要交通動脈，目前本鄉的主要幹道如下所列：
- 國道三號（福爾摩沙高速公路）

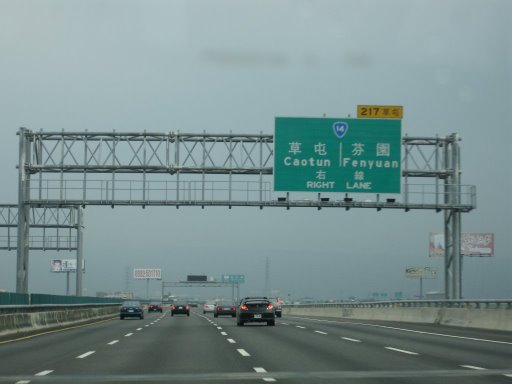
國道3號草屯交流道南下出口處

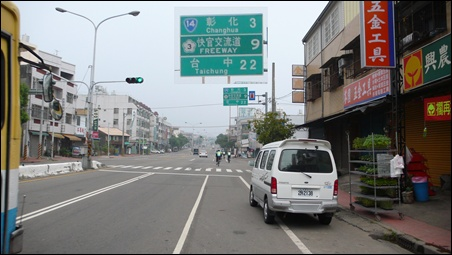
芬園鄉境內的台14線

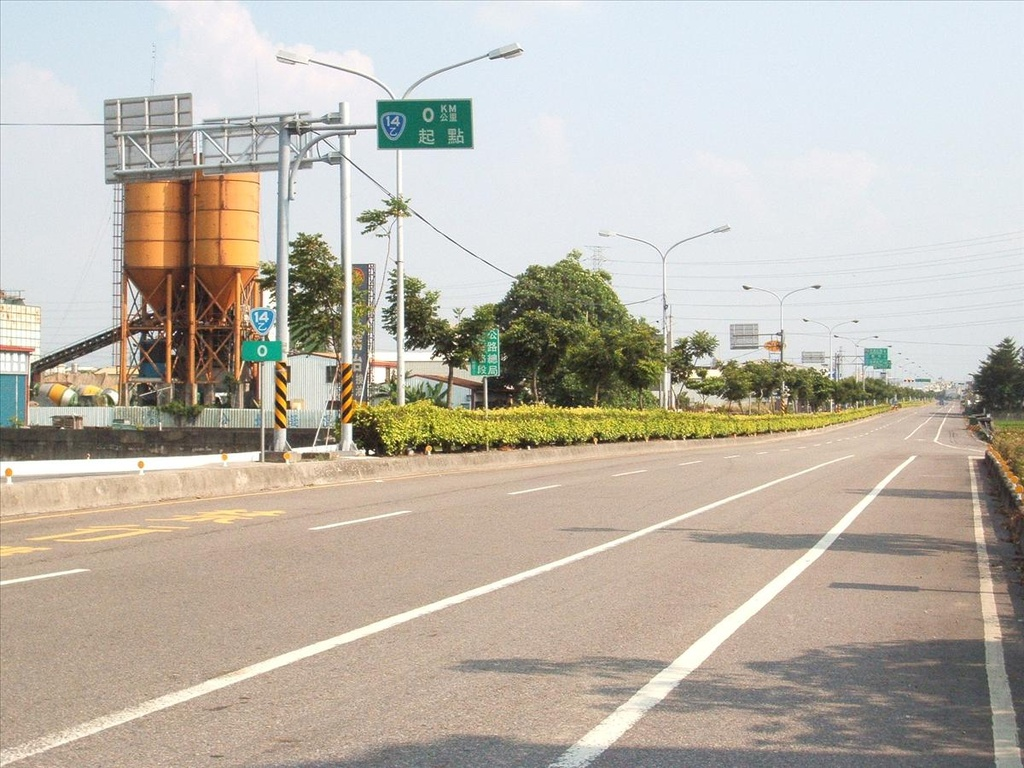
台14乙線芬園鄉起點處（碧興路）

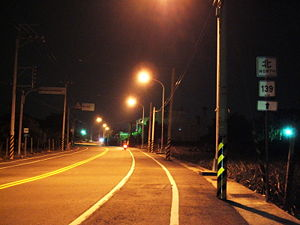
縣道139夜晚一景（大彰路）

  - 草屯交流道（217）：可通往本鄉及草屯鎮。
- 台14線：為貫穿本鄉的主要幹道（芬園鄉境內彰南路四、五、六段及芬草路皆屬之）
  - 彰化市0.00k（台1線叉路）→芬園鄉12.394k（台14丁線起點）→草屯鎮18.879k（台3線叉路）→以後稱中潭公路，前往埔里鎮與仁愛鄉。
- 台14乙線（在芬園鄉內稱之為碧興路）
  - 芬園－中興新村－南投市五塊厝，北起彰化縣芬園鄉利民橋，沿貓羅溪西岸而行，南至南投縣南投市（台3線、縣道150號岔路），長18.1公里。
- 台14丁線（芬園鄉境內彰南路一、二、三段屬之）
  - 芬園－南投市苦苓腳，北起彰化縣芬園鄉，沿貓羅溪東岸而行，南至南投縣南投市苦苓腳（彰南路中華路口〔台3甲線岔路〕），長10.051公里，又稱彰南路。
  - 台14丁線原起點社口～縣庄段2.7k省道解編，現台14丁線（台14丁線芬園外環道）起點改在台14線復興路至縣庄長2.5K，於2012年10月29日通車。
- 縣道139號（芬園鄉境內稱為大彰路）：彰化市0.000k（台1線岔路與台19線共同起點）－彰化市銀行山（台74甲線岔路口）5.870k－芬園鄉舊崩崁11.026k－南投市橫山26.160k－中寮鄉中寮40.668k－集集鎮49.475k－鹿谷鄉初鄉62.135k
  - 北起彰化縣彰化市，南至南投縣鹿谷鄉，全長共計62.135公里，同樣是貫穿本鄉的道路。
- 縣道148號（芬園鄉境內稱為員草路）：起點芳苑鄉王功0.0k－二林鎮萬興8.45k－溪湖鎮（員鹿東環路口）14.758k－埔心鄉舊館19.47k－員林市員鹿莒光路口（台1線岔路）24.132k－芬園鄉 樟空31.501k（縣道139號岔路）－終點草屯鎮碧山南成功路口39.664k（台3線岔路）
  - 王功－草屯，西起彰化縣芳苑鄉王功，東至南投縣草屯鎮，全長共計39.6公里（公路總局資料）。
- 環中路九段預計從烏日區慶光路延伸至台14線，可直接從芬園鄉抵達台中市，該工程已於2018年動工在2021年2月6日，九段最末段的溪尾二橋完工通車，路線延伸台14線彰化芬園舊社境內的彰南路五段。

### 微波通訊與中繼站

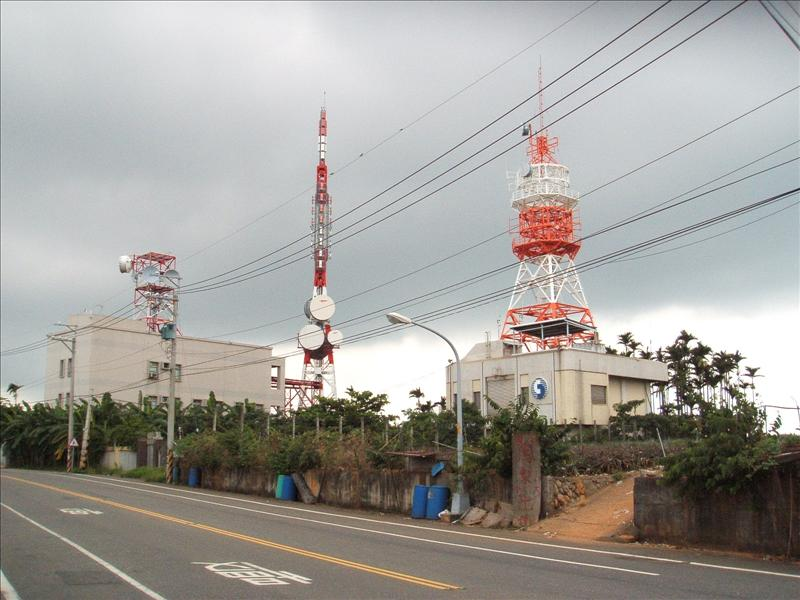
芬園鄉八卦山上的發射塔

由於臺灣多為山地與丘陵地形，有些偏遠地區因電波微弱而常有收視不良的現象，所以設立微波中繼站，以微波通訊技術來改善電視的收視情形。芬園鄉大竹村位於八卦山山脈，相對地勢較高，故吸引台視、中廣等媒體前來設立發射站。

### 公路客運
芬園鄉的公路運輸目前以彰化客運為主，密集班次往返於彰化市、員林市、南投市、草屯鎮以及中興新村等鄰近主要市鎮，國道運輸則有國光客運，主要為往台北的班次。行駛地點請見下表:
彰化客運
| 起訖點                                   | 備註 |
| 水尾－和美－彰化－社口－下茄荖－草屯     | 6909（水尾－草屯）→經彰化                                                                                                |
| 鹿港－彰化－社口－下茄荖－草屯           | 6910（鹿港－草屯）→經彰化，原377                                                                                         |
| 彰化－社口－下茄荖－草屯－南投           | - 6916（彰化－南投）→經省訓團，原179 - 6917（彰化－南投）→經草屯、南崗，原139 - 6918（彰化－南投）→經草屯、林子頭，原159 |
| 彰化－社口－縣－草屯－南投               | 6919（彰化－南投）→經縣，原109 日休                                                                                      |
| 員林－下樟空－同安寮－社口－下茄荖－草屯 | 6923（草屯－員林）→經社口，原705                                                                                         |
| 員林－下樟空－碧山－草屯－南投           | 6924（南投－員林）→經草屯、碧山，原975                                                                                   |

國光客運
| 起訖點                                             | 備註               |
| 基隆－台北－芬園社口－下茄荖－草屯－中興新村－南投 | 1806：基隆－南投   |
| 台北－芬園社口－下茄荖－草屯－中興新村－南投       | 1831：台北－南投   |
| 台北－芬園社口－下茄荖－草屯－埔里                 | 1832：台北－埔里   |
| 台北－芬園社口－下茄荖－草屯－埔里－日月潭         | 1833：台北－日月潭 |

### 電信
芬園鄉屬中華電信南投營運處的服務範圍，該公司於本鄉設有芬園服務中心。因地形關係，該鄉的區碼亦為南投縣使用的「049」，而非彰化縣其他鄉鎮市用的「04」（大彰路、中山路的區碼仍為「04」）。

## 休閒景點
- 芬園寶藏寺
- 古早雞休閒農場
- 八卦山昆蟲生態休閒農場
- 梅庄花卉生產休憩園區[11]
- 古生物奇幻樂園（原就是愛荔枝樂園）[12]

## 商場
- 全聯福利中心芬園店：社口村芬草路二段252號。
- 喜美超市(芬園店)：社口村彰南路四段178號。

## 特產
芬園鄉盛產米粉、荔枝、鳳梨，號稱「芬園三寶」。
- 米粉：芬園楓坑米粉為台灣最早的米粉發源地，已有3百年左右的歷史，比一般熟知的新竹米粉、埔里米粉的歷史都還要早。產地為芬園鄉楓坑村，因該村位在八卦台地由西向東的峽谷上，吹拂的風容易使米粉風乾；加上此地優良的水質，故米粉品質極優。楓坑米粉長年扮演替人作嫁的角色，所生產的米粉大多冠上新竹米粉、埔里米粉的名號出售。
- 荔枝：荔枝在本鄉種植的面積達1千4百多公頃，為彰化縣最大的荔枝生產地，品種以黑葉栽種面積最廣，每年6月為其盛產期。
- 鳳梨：鳳梨的集中栽種地位於八卦台地上，栽種面積為440多公頃，為彰化縣最大的鳳梨生產區，品種為台農11號，每年的4月到8月為盛產期。

## 外部連結
- 芬園鄉公所 （页面存档备份，存于）
- 芬園鄉公所的Facebook專頁